# Quelque chose à te dire
Pour plus de détails, voir Fiche technique et Distribution.
Quelque chose à te dire est un film français réalisé par Cécile Telerman, sorti en 2009.

## Synopsis
La famille Celliers est une famille ordinaire : tous les membres qui la composent sont complètement timbrés.
Mady, mère au foyer, la soixantaine éclatante, passe la majeure partie de son temps à dire des horreurs de ses deux filles et de son mari, Henry, ancien grand patron, être étrange qui régresse bizarrement depuis son départ à la retraite. Antoine, le frère aîné, chef d'entreprise incapable de gérer une société, enchaîne faillite sur faillite tandis qu'Alice, sa sœur, peint compulsivement des madones dépressives et toxicomanes, entre deux avortements. Quant à Annabelle, infirmière dans une unité de soins intensifs, elle tente désespérément de sauver ses proches en leur prédisant l'avenir dans les cartes.

## Fiche technique
- Titre original : Quelque chose à te dire
- Titre anglais : Blame It on Mum
- Réalisation : Cécile Telerman
- Scénario : Jérôme Soubeyrand et Cécile Telerman
- Chef opérateur : Robert Alazraki
- Montage : Marie Castro
- Musique : Jacques Davidovici
- Costumes : Jacqueline Bouchard
- Producteur : Yann Gilbert
- Production : La Mouche du Coche Films
- Pays :  France
- Durée : 100 min
- Date de sortie : 27 mai 2009 en France

## Distribution
- Charlotte Rampling : Mady Celliers
- Patrick Chesnais : Henry Celliers
- Mathilde Seigner : Alice Celliers
- Pascal Elbé : Antoine Celliers
- Olivier Marchal : Jacques de Parentis
- Kerian Mayan : Yann Celliers
- Marina Tomé : Béatrice Celliers
- Sophie Cattani : Annabelle Celliers
- Gwendoline Hamon : Valérie de Parentis
- Laurent Olmedo : Christian Meynial
- Jérôme Soubeyrand : Nicolas Duval
- Nathalie Cerda : L'avocate
- Erick Desmarestz : Le président du Tribunal de commerce
- Arnaud Gidoin : Hidalgo, le dealer
- Nicky Marbot : Papon
- Olivier Claverie : Le divisionnaire

## Autour du film
Le titre original du film pendant la phase de production était La Faute des mères.